# Симаргл
Сима́ргл, Сема́ргл (др.-рус. Симарьглъ) или Сим, Сем и Регл (др.-рус. Симъ и Рьглъ) — восточнославянские божества, упомянутые в «Повести временных лет» как одно божество — Симаргл, в «Слове некоего христолюбца» как два отдельных божества — Сим и Регл. В науке преобладает интерпретация Симаргла как иранского персонажа Симурга, царя птиц в виде орла, заимствованного славянами, а боги Сим и Регл, как считается, возникли вследствие ошибки переписчика. Такая точка зрения критикуется лингвистами и историками. Менее популярная интерпретация рассматривает Сима и Регла как исконно славянских богов земледелия. По мнению сторонников двух богов, Симаргл возникает в Повести в результате ошибочного прочтения, и в действительности данная летопись говорит о двух божествах.
В «Повести временных лет» сообщается об установке князем Владимиром Святославичем идолов божеств на холме в Киеве в 980 году, где и находился Симаргл (или Сим и Регл). В 988 году идолы были уничтожены в связи с Крещением Руси. «Слово некоего христолюбца» кратко упоминает, что славяне поклоняются Симу и Реглу. Кроме этих двух источников, было высказано предположение, что Симаргл анонимно упоминается в Ипатьевской летописи в записи о видении волхва, а Сим и Регл — в «Сказании о Мамаевом побоище», но их присутствие в этих источниках дискуссионно.
Сообщение Повести появляется в книге Мавро Орбини «Славянское царство», позже переведённой на русский язык как «Книга историография». Переводчик допустил ряд ошибок, переведя имя Симаргла как Зимцерла, которую первые исследователи религии славян объявили богиней зимы, весны или зари.
Благодаря учёной-востоковеду К. В. Тревер доминирующей стала иранская интерпретация. Тревер считала, что  Симаргл имел облик собаки-птицы, из-за чего различные учёные начали обозначать найденных ими химерических крылатых существ в древнерусском искусстве как Симарглов. Археолог Б. А. Рыбаков принял интерпретацию Тревер и приписал Симарглу функции покровителя растений, объявив, что другой древнерусский бог — Переплут, является тем же божеством, что и Симаргл. Ряд других учёных отождествили Симаргла с Дивом. Историк М. А. Васильев раскритиковал интерпретацию Симаргла как бога растений, имеющего облик собаки-птицы. Само существование древнерусских изображений Симаргла было поставлено под сомнение, поскольку в действительности изображения химерических существ идентичны изображениям западноевропейских, романских драконов. Идея сближения Симаргла с Переплутом не была принята научным сообществом.

## Имена
В научной среде равноправно используются формы записи Симаргл и Семаргл. В «Повести временных лет» теоним Симаргл записан как «Симарьгла» (Лаврентьевская летопись), «Семарьгла» (Радзивилловская летопись), «Сѣмарьгла» (Ипатьевская летопись), «Сеимарекла» (Все три древнейших списка Новгородской первой летописи младшего извода: Комиссионный, Академический и Толстовский), «Симан-рьглъ» (Никоновская летопись). Разночтения в первой гласной теонима могут быть объяснены через предположение того, что летописцы надиктовывали текст устно, что приводило к изменениям. В различных списках «Слова некоего христолюбца» Сим записан как «Сима, Симу, Сему». Регл как «Рьгла, Ерьгла, Ворхгла, Воргла, Ръгла, Ргла, Рьглу, Реглу». Записи теонимов даны в косвенной падежной форме.

### Этимология Симаргла

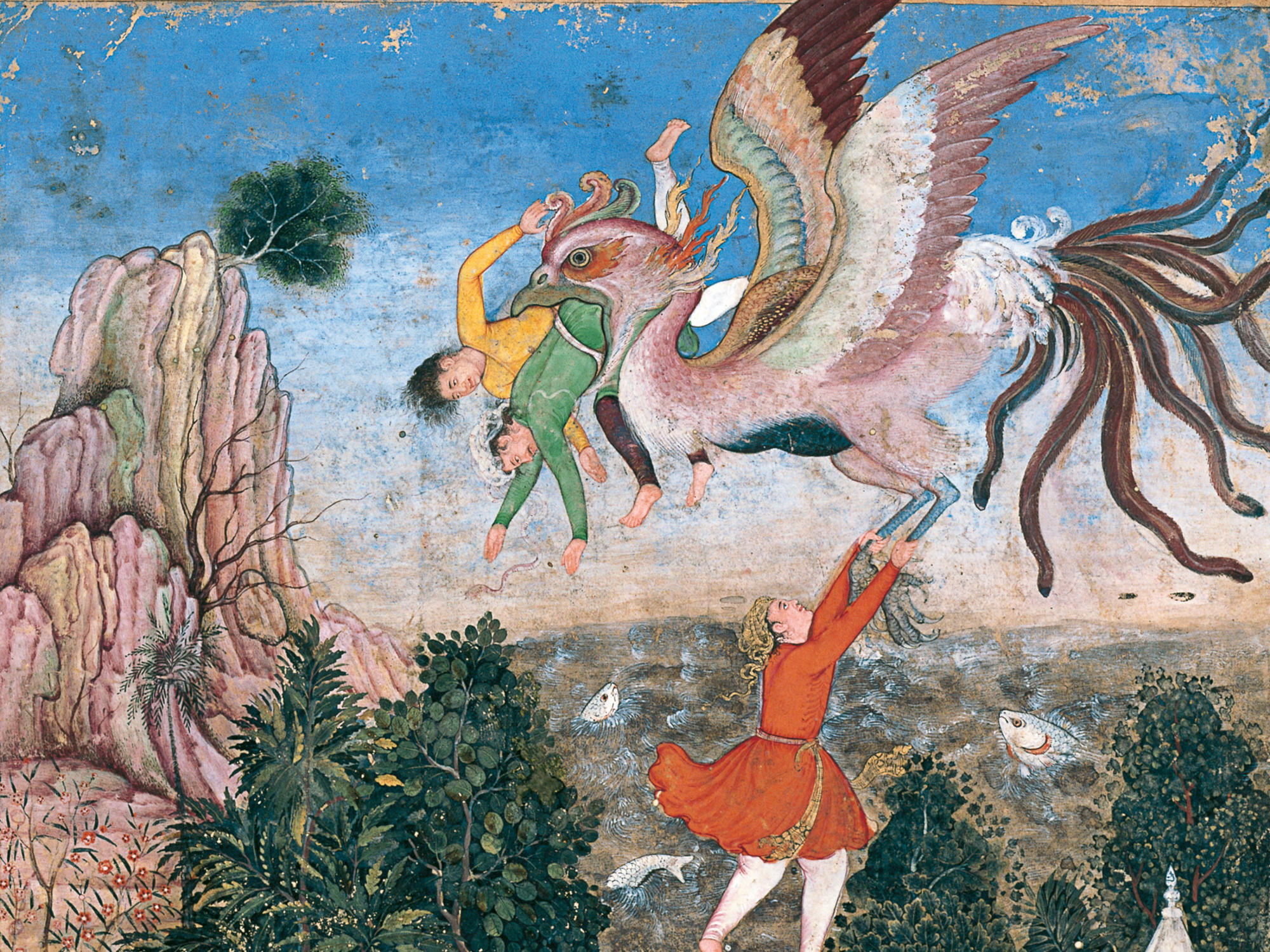
Фрагмент миниатюры «Полёт Симурга» художника Басавана, около 1590. Музей Ага-хана

В 1876 году вышла книга историка А. С. Петрушевича «Корочун-Крак», в которой он предложил выводить теоним Симаргл от имени иранской мифологической птицы Симург. Публикация Петрушевича осталось незамеченной, и позже, независимо от работы учёного, идею о возведении Симаргла к Симургу высказали также независимо друг от друга славист Н. М. Гальковский (1916) и исследовательница-востоковед К. В. Тревер (1933). Именно работа Тревер оказалась решающей в вопросе этимологии Симаргла, ставшая доминирующей интерпретацией божества в науке. Ещё раньше, в 1925 году, исследователь-эмигрант А. Калмыков заметил, что форма marg в теониме Симаргл соответствует восточноиранской форме слова для обозначения птицы с огласовкой на «a» в отличие от других иранских языков с огласовкой на «u», на что позже укажет и иранист В. И. Абаев, реконструирующий мифоним Симурга в скифском как *Sēnmarγ, от которого мог произойти Симаргл.
Несмотря на преобладающее положение этимологии, современная лингвистика не может корректно возвести теоним Симаргл к иранским формам мифонима Симург, из которых не выводится древнерусская гласная первого ряда «ь, е» после «р» в теониме. Помимо этого, этимология не объясняет появления конечного «-л». Филолог В. Н. Топоров указывал, что теоним не может быть получен из пехл. sənmurv, но может быть получен из авест. Saēna mǝnrǝγo только при фонетически не характерном развитии данного иранского языка. Лингвист М. Пуканек попытался преодолеть лингвистические трудности. Для этого он предположил, что славяне адаптировали конечную форму мифонима. Он обращает внимание на балтские слова, обозначающие орла: латыш. ērglis с орфографической группой -rgl- и лит. erẽlis. На основе этого он предполагает, что в праславянском существовали совместно две формы слова для обозначения орла: *orьlъ и *orьglъ, аналогичное балтскому слову. Исчезновение -g- возникло вследствие табуизации, как в лит. varlė, varglė и диалектном латыш. varglis «лягушка». В итоге славяне заимствовали Симурга, птицу-Саэна (авест. Saēna mǝnrǝγo) как *Sim-orьglъ «Орёл-Сима», заменив иранское слово, обозначающее птицу, на более понятное славянское слово «орёл», поскольку само слово Симург также означало хищную птицу. Дальше *Sim-orьglъ изменился в *Simōrьglъ. Более точная форма к древнерусскому теониму *Sěmarьglъ с огласовкой на «ě» была бы другим вариантом заимствования, родственному перс. Sēnō-mūrūv‎. Лингвист М. Лучиньски отверг данную этимологию. Форма латыш. ērglis является поздним развитием от прабалт. *erélis.
Славист А. Брюкнер выступил против идеи, что славяне вообще заимствовали иранских божеств, и, поскольку теоним Симаргл не может иметь славянскую этимологию, предложил рассматривать Сима и Регла как аутентичных божеств. По комментарию лингвиста Ст. Урбанчика, разделение теонима на Сима и Регла «не пользуется популярностью, но, с другой стороны, надо признать, что и по фонетической структуре, и по словообразованию Симаргл выглядит абсурдно, что и побудило Брюкнера разделить его на два имени».

#### Прочие этимологии Симаргла
Филолог М. А. Ююкин считает теоним скифско-сарматским заимствованием, состоящим из сегмента «се-» осет. xī/xe «себя» ← праиран. *h(u)ṷa-, *hu- и сегмента «марг-» осет. maræg «убийца». Суффикс причастия «-l-» возводится учёным к аланской основе. Исходя из этимологии, теоним понимается как «самоубийца» и представляет собой не имя, а эпитет, возникший из-за мотива бога-самоубийцы, что распространён в других мифологиях.
Фольклорист М. Е. Соколов определил теоним как сложносоставной, содержащий в первой части слово «семь», а во второй — «Ерило, Ярила», то есть «Семи-Ярило», что, по мнению исследователя, указывало на количество голов, как и у полабского Ругевита. Соколов объявил это божество «космическим богом, олицетворяющим в себе все силы природы». В своих рецензиях на Соколова и на фольклориста А. С. Фамицина, увидевшего в Регле Ярилу, лингвист Вс. Ф. Миллер указал на лингвистический дилетантизм авторов. Он, в частности, отметил, что Соколов не объясняет, зачем изменять более ясное Семи-Ярила в невозможное, неславянское «Семаергла», как «семь» приняло форму «сема», откуда «г» в имени Ярилы.
Схожую с Соколовым этимологию выдвинул славист Л. Леже, предположивший, что в имени Симаргла скрывается искажённое «Седмаруглав», то есть «семиглав», семиголовый идол. Исследователь считал, что так бы это слово звучало у балтийских славян, от которых, возможно, и попало на Русь. В 1965 году филологи Вяч. Вс. Иванов и Топоров предприняли попытку объяснить происхождение древнерусского Симаргла, оставаясь на славянской языковой почве. Учёные этимологизировали теоним Симаргл как «семиглав», др.-рус. *Sedmor(o)-golvъ → *Semorgol(v)ъ → *Семаръглъ. Опираясь на сравнение с Триглавом и Ругевитом, Симаргла они объявили богом, объединяющим семь высших восточнославянских божеств: пять богов киевского пантеона, Волоса и Сварога. Или седьмым богом, если Сварог не входил в их число. Исследователи не исключали связи Симаргла с Симургом, но считали эту гипотезу более спорной.
Интерпретация Иванова и Топорова вызвала веские возражения. Лингвист Ю. Речек назвал такую этимологию «анекдотичной». Лингвист Д. С. Ворт указал на нарушение законов славянской фонетики при редукции конечного *-golvъ в *-glъ. Кроме того, реконструированная ими форма *Семаръглъ с огласовкой на «ŏ» противоречит зафиксированной в источниках форме «-рьглъ» с огласовкой на «ĕ», с учётом явно испорченных при переписывании форм Регла как Ворхла, Ворга и Ръгла. С исторической точки зрения против такой интерпретации выступил археолог Б. А. Рыбаков и историк М. А. Васильев: Повесть говорит о шестичленном, а не семичленном пантеоне. Васильев обращает внимание на неясность критерия выбора Волоса или иного божества на место седьмого члена пантеона, что говорит о гипотетичности построения.
В древнейших списках Новгородской первой летописи теоним записан как «Сеимарекла». Согласно историку А. А. Гиппиусу в данной летописи «Сеимарекла» не теоним, а уточнение «се има рекла», то есть «…Даждьбога и Стрибога (это их прозвища)». Сама летопись восходит к Начальному своду 1090-х годов, послуживший источником «Повести временных лет». В связи с этим фактом Васильевым делается предположение о возможности рассматривания этой записи как изначальной, но сам отвергает такую трактовку по ряду причин: списки Повести, что датируются более ранним временем, чем Новгородская летопись, содержат высокую степень однообразия чтения слова, свидетельствующее о нём как о теониме. Наличие такой записи в Новгородской летописи не означает, что она не была искажена по отношению к Начальному своду, при том, что такая запись могла появиться из теонима как объяснение неясного в осмысленное. Если верно чтение Новгородской летописи, то в результате происходит переход ясного в необъяснимое. Летописец XI века не мог вставить данную уточняющую фразу в середину текста после Дажьбога и Стрибога, но до Мокоши, но, с другой стороны, эта вставка могла быть извиняющимся уточнением и имеющим значение «такие уж у них имена» затем, что элемент «-богъ» в теонимах Стрибог и Дажьбог мог быть прочтён как «бог», вызывая нежелательные соотношения с христианским Богом. Васильев заключает, что в итоге данная запись Новогородской летописи вторична по отношению к изначальной записи в виде теонима.
Этимология филолога Н. Д. Квашнина-Самарина делит теоним на «си-» в значении «свет» и «-маргл», «моргать, мелькать», что даёт объяснение Симаргла как «сивая (светлая) молния». Археолог А. С. Великанов, руководствуясь санскритом, трактовал Симаргла как соединение трёх санскритских слов: сима, симан «граница», ракха «страж, покровитель» и кала «Яма», что даёт значение Симаргла «пограничный страж Ямы». Эти две последние этимологии охарактеризованы Васильевым как «фантастические толкования».
Славист А. Л. Погодин увидел в Симаргле или Симе и Регле греч. σημα ρηγλος «знак, памятник на могиле правителя». Согласно Погодину, Симаргл попал в число богов киевского пантеона по недоразумению. В действительности это памятник какому-то корсунскому вельможе или царю, поставленный в Киеве Владимиром Святославичем после похода на этот город. Погодин переинтерпретировал свою трактовку Симаргла в начале 1920-х годов: Владимир, насмотревшись на «семы» в Корсуни, поставил такой же в Киеве в память о своём отце Святославе, тело которого осталось непогребённым. С некоторыми колебаниями историк Д. О. Шеппинг выводил теоним из слова «мор» в значении «смерть, мороз, мрак», объявляя Симаргла богом зимы. Историк П. М. Строев считал Симаргла изначально финским божеством. Славист Л. Нидерле определял Симаргла как греко-восточное заимствование, но не исключал, как и славист И. В. Ягич, что Симаргл — лишь пустое название, не имеющее соответствий в культе какого-либо божества на Руси.

### Этимология Сима и Регла

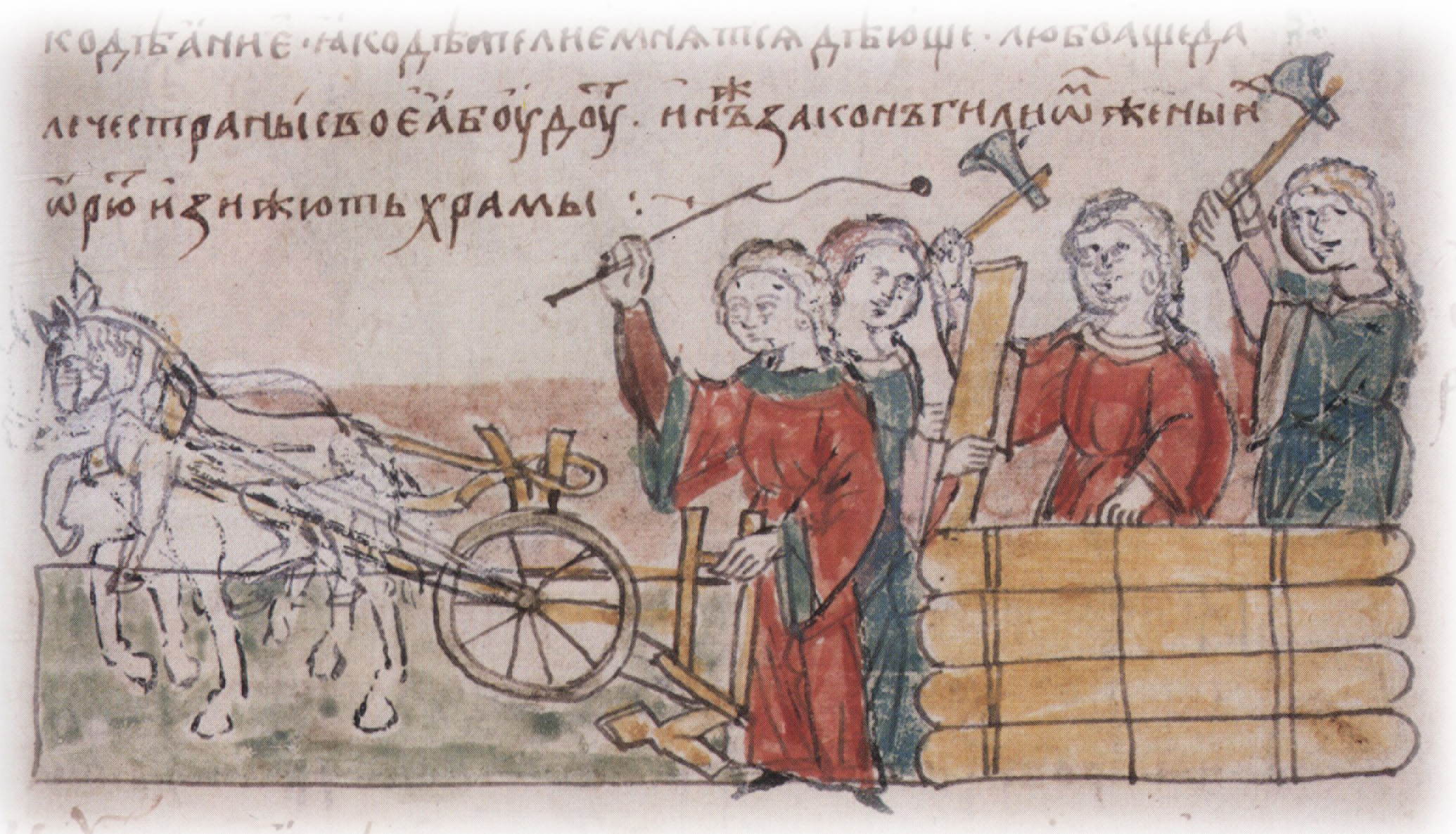
Миниатюра из Радзивилловской летописи конца XV века «Возведение строений и распашка земель женщинами из племени гилиев»

Лучиньски выводит теоним Сим от праславянского глагола *sěti «сеять» расширенного суффиксом *mъ, что даёт существительное со значением «посев». Вторично «то, что сеют». На основе, в частности, словен. régati «лопать, трескать», диалектного пол. rzega «полоса, след», учёный реконструирует праславянский глагол *regti «резать», от которого и происходит теоним Регл, а именно от формы глагола в 1-м лице единственном числе настоящего времени *regǫ «режу» с добавлением суффикса *lъ, образуя причастие с буквальным значением «то, что вырезано». Дальше оно субстантивировалось в существительное со значением «разрез, щель, отверстие, дыра». Зафиксированная в источниках форма записи Рьглъ возникла в результате аблаута «e» → «ь». Если этимология Регла верна, то название чешской деревни Рехловице происходит от имени бога. По мнению Лучиньски, слова изначально применялись к сельскохозяйственным работам, после ставшие теонимами для обозначения богов земледелия.

#### Сомнительные этимологии Сима и Регла
Данных двух богов славист П. И. Прейс считал заимствованными от арийских племён и сближал их с Нергалом и Ашимой — божествами, фигурирующими в Ветхом Завете и принадлежавшими к переселённым ассирийцами в Палестину в VII веке до н. э. народам: кутийцам и емафянам (4 Цар. 17:29, 30). Прейс предположил, что Сим, как и Ашима, был богом огня, чьё имя происходит от перс. asi‎ «чистый». Данная гипотеза была отброшена Ягичем и Соколовым. Историк И. Е. Забелин также признавал Сима и Регла божествами ассирийскими, обозначавшими поклонение огню. Они, по мысли Забелина, были заимствованы славянами от обитателей Боспорского царства и Причерноморья. 
Фаминцын счёл Сима происходящим от др.-саб. semo «гений, полубог». Еръгл, по Фаминцыну, был искажён переписчиком: изначальная буква «ы» была превращена в «ъ» и «г» и, исходя из этого, правильная запись Ерыл обозначала Ярилу, якобы бога солнца. Миллер охарактеризовал этимологии Фаминцына как несостоятельные.
Филолог И. Я. Качор вместе с лингвистом Т. К. Витчаком определила Сима как бога посева, отталкиваясь от сравнения его теонима с литовским богом Semepates, латинским Sēmūnes, сабинским Sēmō, др.‑ирл. Semon «гений, полубог», галльск. Σημόνη. ἡρωίς «героиня». Витчак истолковал восточнославянское Ръглъ как восходящее к праиндоев. *rudlos «дикий, буйный, агрессивный». К этому слову восходит теоним индийского Рудры, и Регл является таким же божеством: богом неистовой и разрушительной бури. Форма Ръглъ возникает из праслав. *rъdlъ. Однако, поскольку развитие *dl → gl присуще только северной периферии восточного славянства, то Регла следует считать богом северорусским, новгородским, а весь киевский пантеон Владимира — северорусским, новгородским по происхождению. Лингвист В. Блажек поддерживает гипотезу Витчака об отождествлении Рудры и Регла, но считает запись «Стрибога и Сѣма, Регла» искажённой. В действительности она должна иметь вид «Стрибога, Сѣмѧ Регла» «Стрибога, семя Регла». В Ведах Рудра показан как отец двоих сыновей Марутов и, таким образом, фраза «Стрибога, Семя Регла» обозначает, что Стрибог был одним из Марутов, культ которых попал к руси через общее индоевропейское наследие. По комментарию Лучиньски, такие этимологии не могут быть приняты. Качор и Витчак пользуются латинским написанием литовского бога Semepates, когда, собственно, на литовском его имя должно писаться как *Žemepatys от лит. žemė «земля». Остальные слова происходят от праиндоевропейского слова *seĝʰ-mōn- с корнем *seĝʰ- «удерживать», не имеющего отношения к теониму Сим. Этимология Регла основана, по замечанию Васильева и Лучиньски, на искажённой записи Rъglъ, когда изначальная запись Регла выглядит как Rьglъ.
Славист И. В. Ягич сближал Сима со словом «семья». Аналогично Брюкнер вывел теоним Сим из праслав. *sĕmьja «род, родина», и тогда это божество — покровитель дома, рода или родины, подобное восточнославянскому Роду. Регл происходил от праслав. *rъžь «рожь» либо был связан с пол. rzygać «блевать», рус. рыгать. Отсюда Регл был либо божеством ржи, сельского хозяйства, хлебных злаков, или оказывался как-то связан с закваской, то есть ферментацией. Витчак назвал этимологии Брюкнера «малоприемлемыми». При происхождении от корня *rūg- «киснуть, бродить» теоним бы выглядел как **Рыглъ. При этимологии от слова *rъžь как **Rъžanъ. Историк Г. Ловмянский обозначил данные этимологии Брюкнера как домыслы, сомнительные с точки зрения семантики. Брюкнер даёт записи Регла как Rъglъ и Rъgъlъ, являющиеся искажёнными от изначального Rьglъ. Лингвист Я. М. Эндзелинс пытался связать Сима с латыш. saims, saimu vīrs «исполин, могучее существо», seime «великан».

## Исторические источники

### Древнерусские источники

#### «Повесть временных лет»
Симаргл упоминается в известии 980 года «Повести временных лет» начала XII века, самый ранний список которой читается в составе Лаврентьевской летописи 1377 года. Фрагмент:
И стал Владимир княжить в Киеве один и поставил кумиры на холме за теремным двором: деревянного Перуна с серебряной головой и золотыми усами, Хорса, Дажьбога, Стрибога, Симаргла и Мокошь. И приносили им жертвы, называя их богами, и приводили к ним своих сыновей и дочерей, а жертвы эти шли бесам, и оскверняли землю жертвоприношениями своими. И осквернилась кровью земля Русская и холм тот. <…> В год 6491 (983). Пошёл Владимир против ятвягов, и победил ятвягов, и взял их землю. И пошёл к Киеву, принося жертвы кумирам с людьми своими.
В историографии данное событие известно как языческая реформа или первая религиозная реформа Владимира. Одна из точек зрения, рассматривающая реформу, трактует её как переход в монотеизм: по мнению филолога В. Й. Мансикки и историков А. А. Шахматова и Г. Ловмянского, изначально в «Повести временных лет» был только Перун, а позже были добавлены другие боги, чтобы выставить Владимира многобожником. Филолог Е. В. Аничков разделял позицию Шахматова, хотя заметил, что «объективных данных для признания этой вставки не имеется». Историк М. А. Васильев указывает, что существование киевского пантеона зафиксировано параллельными источниками. Другой историк Л. С. Клейн отрицает существование реформы, считая данное событие лишь восстановлением язычества: водружение кумиров состоялось сразу после убийства Ярополка, проявлявшего симпатии к христианству и проводившего прохристианскую политику, и вокняжения Владимира. Идол самого Перуна стоял на холме в Киеве уже при князе Игоре.
В прошлом обсуждался вопрос о фрагменте текста о «приводе своих сыновей и дочерей», который мог или отражать человеческие жертвоприношения, или лишь указывать на участие в обряде. Современные исследователи рассматривают текст начиная от слов «И приносили» до «и холм тот» и дальше по летописи как переработку стихов псалма 105 (Пс. 105:35—44). Несмотря на это, Васильев всё же считает существование частых человеческих жертвоприношений божествам киевского пантеона историческим фактом. С другой стороны, по мнению историка П. В. Лукина вопрос человеческих жертвоприношений, как и самой реформы, дискуссионен, и летописный текст о реформе Владимира является лишь переделкой «Хроники» Георгия Амартола, где упоминается создание шести кумиров божеств с ведущей позицией Бельфегора и одним женским персонажем — Астартой. Материалами для идолов, согласно этой хронике, были золото и серебро, упоминается также осквернённая земля. Лукин приходит к выводу, что рассказ о пантеоне Владимира и человеческих жертвоприношениях является летописной конструкцией, созданной в 70-х годах XI века, а сами имена божеств были взяты из устной традиции, известной летописцу.

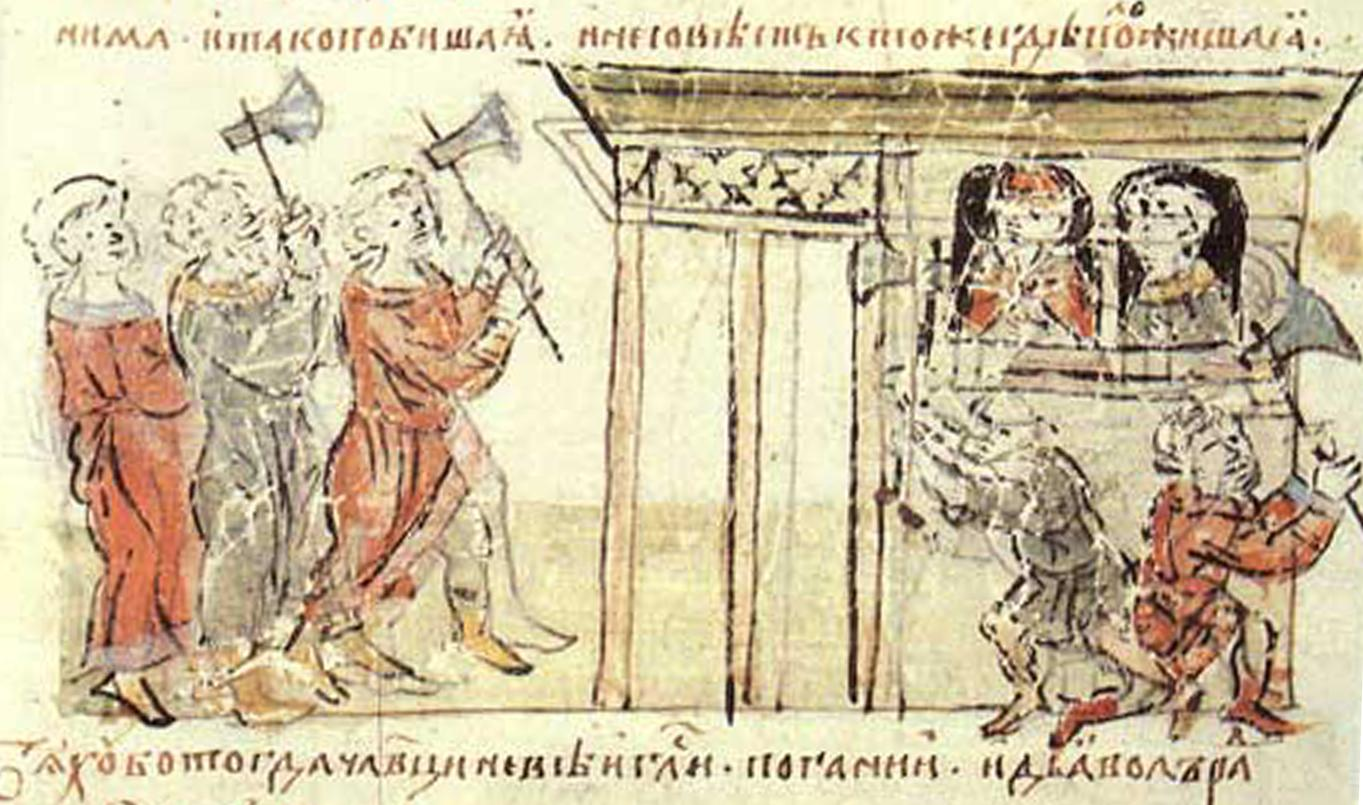
Сын варяга Фёдора, Иоанн по жребию должен был быть принесён в жертву богам киевского пантеона. Миниатюра из Радзивилловской летописи, конец XV века

Дальше летопись рассказывает, как старцы и бояре решили кинуть жребий, чтобы зарезать отрока или девицу в жертву богам. В Киеве жил христианин и варяг Фёдор, имевший сына Иоанна, по тексту летописи «прекрасного лицом и душою», на которого и пал жребий. К Фёдору пришли послы, сказав, что его сына избрали боги и нужно принести его в жертву. Фёдор отверг киевских идолов как богов, указывая, что они сделаны из дерева. Посланцы рассказали обо всём людям, и те, взяв оружие, разнесли двор Фёдора и сказали ему, когда он стоял на сенях с сыном, чтобы тот отдал сына богам. В ответ варяг заявил, что боги могут сами послать кого-то из своего числа, чтобы взять у него сына, после чего люди подсекли сени, и Фёдор и Иоанн погибли. Появление рассказа о варягах в «Повести временных лет» является поздней вставкой, возникшей, вероятно, впервые в Начальном своде 1090-х годов. Сама запись в летописи была сделана на основе, возможно, существовавшего первоначального «Сказания о варягах» — ранней краткой синаксарной записи для памяти местночтимых святых, которая была создана специально с целью прославления первых русских мучеников. В летописном рассказе использовалась уже переработанная и дополненная некоторыми недостоверными деталями версия, но без имён варягов, которые были неизвестны составителю летописного рассказа. Среди ложных сведений — место смерти варягов. Существование человеческих жертвоприношений у славян зафиксировано различными источниками. Поэтому, как писали археологи И. П. Русанова и Б. А. Тимощук, «сведения о человеческих жертвоприношениях у восточных славян <…> вряд ли можно рассматривать как наветы и пропаганду против язычества». Согласно этим авторам, «в обычае человеческих жертвоприношений у славян нельзя видеть какой-то особой жестокости. Эти жертвы были обусловлены мировоззрением того времени и применялись для пользы и спасения общества». Человеческие жертвоприношения проводились при определённых обстоятельствах, и наиболее распространёнными являлись бескровные жертвы.
После того как Владимир крестил Русь в 988 году, он повелел повергнуть идолы: одни изрубить, а другие сжечь. На месте, где стояли идолы, он построил церковь Святого Василия. В 1975 году в ходе раскопок на Старокиевской горе был найден фундамент сооружения. Археолог Б. А. Рыбаков считал это сооружение местом размещения киевского пантеона, утверждая, что в нём «чётко обозначены пять выступов разного размера: один большой — в середине, два меньших — по бокам и два совсем маленьких — около боковых выступов…». Дальнейшие исследователи критически отнеслись к заявлению Рыбакова. Само капище археологами найдено не было, как и любые свидетельства человеческих жертвоприношений в Киеве.
Один из более поздних списков «Повести временных лет» находится в Устюжской летописи, составленной в первой четверти XVI века и сохранившаяся в двух редакциях. Вторая редакция, названная Архангелогородским летописцем, относится к началу XVII века и содержит следующую запись под 978 годом. Фрагмент:
И начал княжить Владимир в Киеве один, и поставил кумиры на холме за теремным двором: Перуна на холме деревянного, с серебряной головой и золотыми усами, и Хорса, и Дажьбога, и Стрибога, и Сема, и Регла, и Мысошь. И поклонялись бесам и оскверняли землю Русскую, провожая своих сыновей и дочерей на холм. На этом месте сейчас церковь Святого Василия.
Васильев приводит данный фрагмент как доказательство того, что Сим и Регл появились в результате распада изначального теонима Симаргл.

#### «Слово некоего христолюбца»
После принятия христианства появились различные «Слова» и «Поучения», направленные против старой религии, в частности, «Слово некоего христолюбца и ревнителя по правой вере», созданное, по мнению большинства исследователей, в середине XI века. Исключением являются Мансикка, утверждающий, что «Слово» написано в XIV веке, и Русанова с Тимощуком, датирующие его XII веком. Само «Слово» имеется в двух редакциях: краткой, первоначальной, и пространной, более поздней. В «Слове» Симаргл появляется как Сим и Регл. Фрагмент из редакции списка Паисиевского сборника конца XIV века:
Как Илья Фесвитянин, заклав жрецов и лжепророков идольских числом до трёхсот <…>, так и он [христолюбец] не может терпеть христиан, двоеверно живущих, которые веруют в Перуна, и в Хорса, и в Сима, и в Регла, и в Мокошь, и в вил, которых числом тридцать девять сестриц, как говорят невежды и мнят их богинями, а потому приносят им жертвы, кур им режут; и огню молятся, называя его Сварожичем. <…> не подобает христианам в пирах, и на свадьбах в бесовские игры играть с жертвами идольскими, когда молятся огню под овином, Мокоши, Симу, Реглу, Перуну, роду, рожаницам и всем им подобным.
Аничков рассматривал божеств в «Слове» как поздние вставки, и изначально в данном произведении про богов ничего не говорилось. Васильев и историк В. Я. Петрухин считают, что «Слово» воспроизводит усечённый список божеств из Повести, выражающийся в отсутствии Дажьбога и Стрибога, поэтому появление имён богов в «Слове» должно датироваться не раньше XII века, а божества Сим и Регл возникли в результате ошибки. Таким образом, Повесть может восстановить список киевских богов «Слова», а само «Слово» нет, из чего делается вывод, что текст Повести первичен по отношению к Слову. Лингвист Т. К. Витчак обращает внимание, что Сим и Регл записаны сначала в родительном падеже (Сима, Регла), а после в дательном (Симу, Реглу), поэтому их нельзя признать просто опечаткой, и они в действительности являются изначальными теонимами, в отличие от Симаргла. Васильев не соглашается с этим выводом: почти все теонимы в Повести кончаются в своей в падежной форме на «-а», и почти все разделены союзом «и». Посредством этого летописец Слова, прочитавший Повесть, увидел, что запись «исимарьгла» содержит два «а», подумав, что это два разных слова: «и Сима (и) Рьгла». После этого осознания теонимы Сим и Регл могли склоняться независимо. Помимо этого Сим и Регл в Повести не отделены союзом «и», что говорит об изначальности теонима Симаргл. По комментарию историка А. Гейшора: «В разделении Симаргла нет никаких перспектив».
Сторонники Сима и Регла рассматривают возникновение Симаргла следующим образом: древнерусские летописи не выделяли имена собственные прописными буквами и не разделяли слова пробелами, за исключением произвольной расстановки точек, и поскольку Сим и Регл стоят в родительном падеже, то запись об установке их идолов в оригинальном тексте Повести выглядит как «исимарьгла». Перечисление имён собственных без конъюнкции между ними характерное явление для летописей. Так, между Хорсом и Дажьбогом отсутствует пробел и союз «и», но это два разных теонима. Исходя из этого, сторонники Сима и Регла характеризуют Симаргла как ошибку прочтения из-за случайного соединения. Аргумент об отсутствии Дажьбога и Стрибога не может быть принят в результате объяснения тем обстоятельством, что элемент «-бог» в их теонимах делал нежелательное сближение с христианским Богом, и поэтому они были убраны редакторами «Слова».
Помимо Повести и «Слова» Симаргл больше не известен древнерусским источникам, что говорит об его быстром забвении после принятии христианства.

#### Прочие возможные источники
В Ипатьевской летописи под записью 1071 года говорится, что «в те же времена» в Киев пришёл волхв, к которому явились пять божеств. Он утверждал, что через пять лет Днепр потечёт вспять, а русская земля «переступит» на греческую. Исследователи отождествили этих божеств с киевским пантеоном, где, по их мнению, было шесть богов. Объясняя это противоречие, Аничков и Ловмянский исключили из этого списка Мокошь. Рыбаков исключил Симаргла, потому что считал его не антропоморфным. Васильев объясняет это тем, что Даждьбог носил двойное имя Даждьбог-Хорс. Однако Петрухин считает предсказание волхва в Киеве связанным не с пережитками язычества, а с событиями 1068—1069 годов, когда восставшие крестьяне угрожали князьям, что сожгут город и уйдут в греческую землю. Пять богов же являются пятью планетами, на чьё астрологическое расположение и ссылался волхв.
В летописной редакции «Сказания о Мамаевом побоище», написанного, возможно, в начале XV века, описывается поражение Мамая: «Безбожный <…> царь Мамай, видев свою погибель, начал призывать своих богов: Перуна, Соловата, Мокоша, Раклея и Гурса». Васильев полагает, что перечень богов наиболее близок к их перечню в «Слове некоего христолюбца» и под именами Соловат и Раклей скрываются Сим и Регл. В других редакциях Соловат записан как «Салавата, Кавата». Раклий как «Раклея». Альтернативная точка зрения возводит Соловата к основателю династии кеянидов Кабада (авест. Kavata). Салават является распространённым в современности тюркским именем, происходящим от названия арабской молитвы. Возможно, автор сказания персонифицировал молитву, превратив её в бога. В «Александрии» Раклием, Ираклием именуется Геракл. Предположительно, автор «Сказания» мог взять его из этого произведения.

### Поздние источники
Выходит царь. Ему подводят
Его любимого коня,
За ним жена и сын выходят,
И дочь — ясней младого дня;
Мила как юная Зимцерла,
Она улыбкой всех дарит —
И ряд зубов, белее перла,
Глаза и души ворожит.
Австрийский дипломат Сигизмунд Герберштейн издал в 1549 году «Записки о Московии», зафиксировав в них сообщение «Повести временных лет» о возведении киевского пантеона, где имя Симаргла стало звучать как Simaergla. Позже историк Матей Стрыйковский в 1582 издал «Хронику польскую», а историк Мавро Орбини в 1601 издал «Славянское царство». Оба учёных пользовались «Записками» Герберштейна, повторив запись о Симаргле.
По приказу Петра I сочинение Орбини было переведено послом Савой Владиславичем в 1714 году и опубликовано в 1722 как «Книга историография». Сава значительно сократил произведение Орбини и допустил некоторые вольности при переводе. Так он перевёл Simaergla как Зимцерла. В итоге в первых научных работах по религии славян появляется эта псевдобогиня. Писатель М. И. Попов считал, что более правильным именем Зимцерлы будет Зимстерла, соединение слов «зима» и стерть «стереть», определяя её как аналог римской богини зари Авроры или богини весны Флоры. Историк М. Д. Чулков сблизил Зимцерлу со словом «заря», объявив её богиней рассвета. Филолог Г. А. Глинка разделил Зимцерлу на два божества: Зимерзлу, богиню зимы и Зимстерлу, богиню весны. Он также утверждал, что Симаргл Повести и Зимерзла представляют собой одно и то же божество. Историк С. В. Руссов в виде догадки выразил мнение о том, что имя Зимцерлы или Зимаерглы происходит от слов «зияю, мерцаю», которую римляне заимствовали у славян, объявив богиней молний Семелией. Зимцерла появляется в художественных произведениях XVIII—XIX веков как богиня зари, но не как самостоятельный персонаж, а только в качестве перифраза, в частности, поэтического дополнения к описаниям рассвета. Писатель и будущий декабрист А. А. Бестужев хотел назвать в 1818 году Зимцерлой свой литературный журнал, но ему было отказано в издательстве российской цензурой. Позже, в 1829 году, типография С. И. Селиванского печатает альманах «Зимцерла», содержащий прозу и перевод И. Тюрина, поэзию Е. А. Баратынского, П. Шереметьевского, Д. Штейнберга и др. Впоследствии наука XIX века обнаружила, что Зимцерла стоит на месте Симаргла, и её существование стало сомнительным в 1800-х годах. С 1810-х годов она уже считалась псевдобожеством.
Статья «О идолах Владимира» из Пискарёвской рукописи № 153 конца XVII века перечисляет идолов, установленных Владимиром. Произведение не является оригинальным и древним, за его основу была взята статья «О идолах» из «Киевского синопсиса», предположительно созданного историком Иннокентием Гизелем. Произведение «О идолах Владимира» близко по содержанию к тексту «О идолах русских» в Густынской летописи, который славист Н. М. Гальковский датирует 1670 годом. Обе статьи были написаны под влиянием польских хроник и содержат имена богов в искажённой форме. Фрагмент Пискаревской рукописи № 153:
Ещё и иные идолы многие были по имени Оутляд или Осляд, Корша или Хорс, Дашуба или Дажб, Стриба или Стрибог, Симаргля или Симургл, и Макош или Мокош; им же, бесом помрачённые люди, как богу, жертвы и хваления воздавали. Эта мерзость была во всём государстве Владимира.
Густынская летопись включает аналогичный перечень богов, в том числе Симаргла. Мансикка пишет, что эти летописи более подробные, чем исходные, и заключает, что писцы решили дополнить их собственными примечаниями и вставками. Все три произведения, в конечном счёте, восходят к «Повести временных лет».

## Иранская интерпретация

### Происхождение и облик Симурга-Симаргла

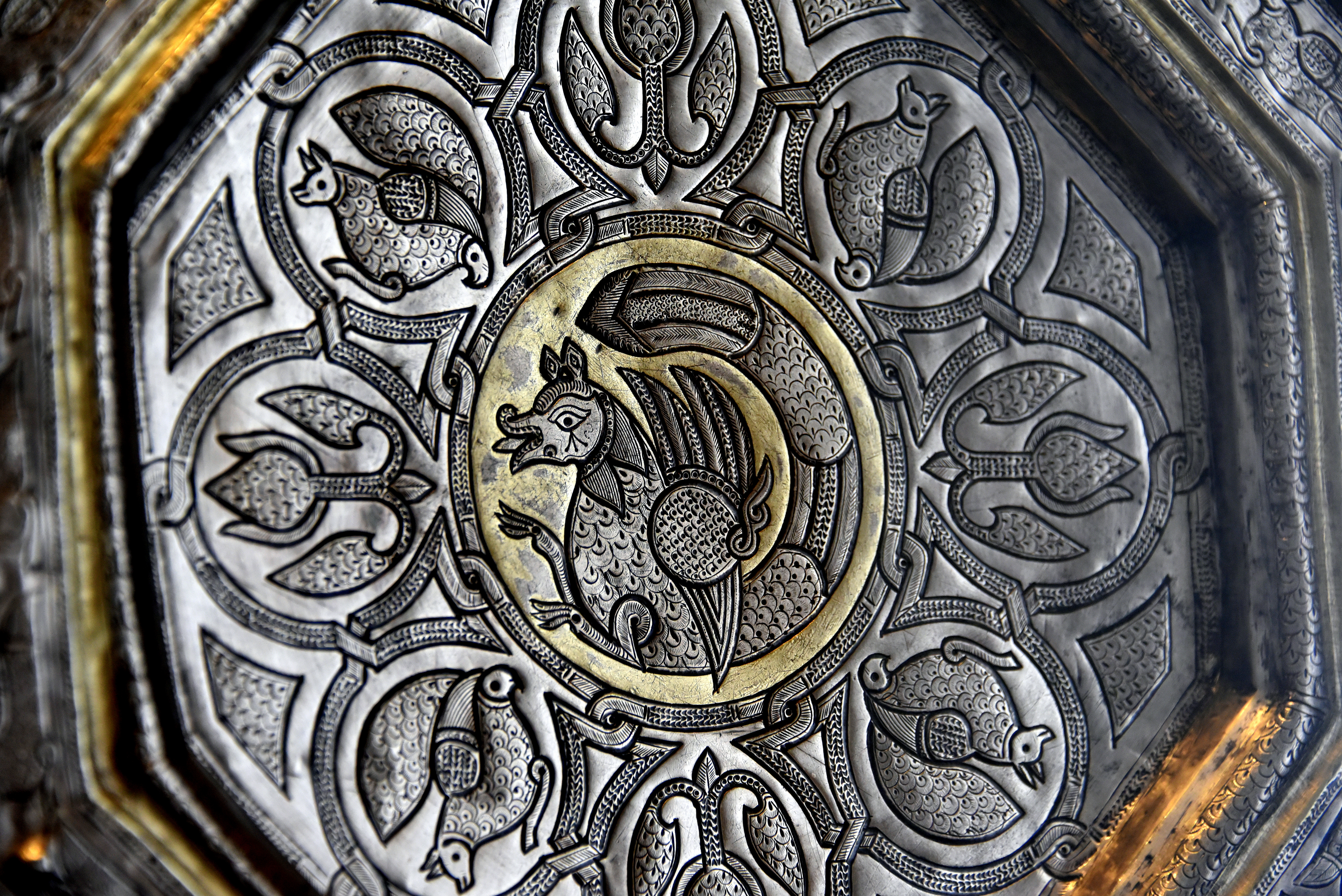
Фрагмент позолоченного серебряного блюда, изображающего Симурга в виде собаки-птицы с павлиньим хвостом. Саманидское государство, IX—X века н. э. Музей исламского искусства в Берлине

Востоковед К. В. Тревер обозначила облик Симаргла-Симурга как полиорнитозооморфный, сочетавший во внешнем виде элементы собаки и птицы. Свою позицию учёная обосновывала данными зороастрийских текстов, свидетельствами изобразительных источников и этимологизацией сочетания авест. Saēna mǝnrǝγo как «собака-птица». Археолог Б. А. Рыбаков безоговорочно принял интерпретацию Тревер, существенно её расширив. В итоге иранская интерпретация Симаргла за авторством Тревер стала доминирующей в науке.
Историк М. А. Васильев полностью отвергает такую трактовку. Ранее авестийское название Симурга авест. Saēna mǝnrǝγo переводится как «птица-Саэна». Тревер видела в первой части слово «собака», но возвести его к таким корням, как авест. spa-, санскр. sva- «собака» фонетически невозможно. Васильев предположил, что имя Саэны происходит из праиран. *saina-ka и уже вместе с и вед. syena- дальше возводится к праиндоиранской форме с исходными значениями «выпуклость; выступающее, острое место; верхушка, вершина», что даёт перевод словосочетания как «птица (с) вершины (дерева/горы), вершинник». Впоследствии слово стало обозначать хищную птицу: санскр. syena «сокол, орёл, ястреб, хищная птица» в том числе и современные курд. sîmir «орёл», в персидском «гриф, ягнятник», в пушту «бородач, ягнятник». Лингвист М. Майрхофер не соглашается с данной этимологией. Слово Саэна напрямую происходит от праиндев. *ḱy-ey-nó-s «хищная птица».
В Шахнаме и в иранских зороастрийских текстах, в том числе в Ясне, за частичным исключением Бундахишны и «Избранных (писаний)» зороастрийского учёного Задспрахма, Саэна выступает как громадная мифологическая птица. Саэна живёт либо на горе Эльборз, либо на дереве всех семян и всех лекарств Виспобиш. Тяжестью своего тела Саэна стряхивает семена всех растений с дерева всех семян, и с небесными водами те попадают на землю, обеспечивая в итоге пропитание людей. Он является царём птиц и защитником древа от вредоносных хтонических созданий: рептилий, пресмыкающихся, злых духов и т. п. существ, и вообще их постоянным противником. Саэна происходит из праиндоиранской мифологии, в которой также мыслился как гигантский орёл и царь птиц, чьими прототипами были реальные представители отряда хищных птиц. У индийцев его образ отразился как Шьена, чей облик никогда не был полиорнитозооморфным. Ригведа однозначно характеризует Шьену как гигантскую хищную мифологическую птицу — орла, похитившего сому и находящегося на вершине Рипы. Шьена повлиял на другого индийского персонажа — Гаруду, который также представлялся как огромная хищная птица, чей облик в более позднюю эпоху стал антропоморфным, но всё ещё сохранял черты орла.
В среднеперсидский период имя Саэны изменяется и приобретает форму пехл. Senmurv «Сэнмурв». Бундахишна и Задспрахма описывают Саэну-Сэнмурва как кормящего грудью своих детёнышей, подобно летучим мышам. Такое изменение в облике Саэны возникло в результате народной этимологии. Изначальное слово, обозначающее возвышенность, претерпело следующий семантический сдвиг: «вершина» → «выпуклость» → «грудь», что дало переосмысление Саэны-Симурва как «птица с грудью». Поскольку рукокрылые являются единственными млекопитающими, освоившими полёт, то именно эта особенность позволила сблизить Саэну-Симурва с данными животными. Васильев обращает внимание на тот факт, что один из родов крыланов назван летучими собаками из-за похожести морды летучей мыши на морду собаки. Иногда так именуют всех крыланов вообще. Таким образом, через такое отождествление Саэна-Симурв примерно с V века до н. э. стал изображаться собакой-птицей. При этом представление о Саэне-Симурве в виде только птицы никуда не исчезало и сохранилось у иранских народов вплоть до XX века. Облик собаки-птицы был зафиксирован в Большой Авесте, чья кодификация и перевод на пехлеви происходит при династии Сасанидов (224 — 651 года н. э.). Именно при них в VI веке н. э. облик собаки-птицы становится чрезвычайно распространённым в искусстве Ирана и ряда регионов, испытывавших влияние иранской культуры, продолжая существовать в нём и после арабского завоевания. В новоперсидскую эпоху Симурв приобретает форму перс. Simurγ‎ «Симург» и через новую народную этимологию, утверждающую, что первая часть si- соответствует перс. si‎ «тридцать» мифоним стал обозначать «тридцать птиц», указывая на выдающееся место Симурга в мире пернатых.
Превращение Симурга в собако-птицу затронуло западноиранский мир, но, по утверждению Васильева, не затронуло восточноиранский, скифо-сармато-сако-массагетский мир, с крайней северо-западной частью которого в позднеримскую и раннесредневековую эпохи взаимодействовало славяноязычное население юга Восточной Европы, где и должно было воспринять Симаргла, с учётом, что теоним Симаргл несёт именно восточноиранскую огласовку. В имеющихся источниках по религии восточных иранцев: скифов, сармато-алан и их потомках осетин Симург полностью отсутствует, что не позволяет говорить о прямом свидетельстве облика Симаргла-Симурга. Для доказательства своей точки зрения Васильев обращается к следующему: в Шахнаме Симург выглядит только как птица. Центральной фигурой данного эпоса приходится сакский богатырь Ростем, и, по утверждению ираниста В. И. Абаева, сам эпос безоговорочно имел сакское происхождение. Образ собаки-птицы совершенно неизвестен искусству восточноиранских племён, в которых был распространён звериный стиль с изображениями хищных птиц. Во многих иранских языках слово, обозначающее Симурга, вплоть до современности осталось обозначением хищных птиц, доступных для наблюдения. Исходя из всех предпосылок, Васильев делает вывод, что Симаргл должен иметь общее ираноиндийское обличье, что и Симург-Шьена в виде хищной птицы, гигантского орла. Следовательно, древнерусский Симаргл не был собакой-птицей, и его идол в киевском пантеоне выглядел как орёл.
Рыбаков обращает внимание, что слово «кумир» согласно слависту И. И. Срезневскому, изображает только антропоморфную статью. Поэтому Симаргл не имел в киевском пантеоне идола и был изображён как дополнительный рельеф по предложению Рыбакова, например, при кумире «Макоши». Рыбаков не указывает конкретную работу Срезневского. В «Материалах для Словаря древнерусского языка» Срезневский даёт следующее определение слова др.-рус. кумиръ «идол, храм, святилище». Современное научное издание «Словаря древнерусского языка (XI—XIV вв.)» даёт др.-рус. кумиръ значения «статуя, изваяние, фигура, идол, кумир, символ языческого божества» с синонимом в виде др.-рус. идолъ «нехристианское божество и его изображение». Опираясь на эти данные, Васильев утверждает, что нет никаких противоречий и птица-Симаргл имел своё собственное изображение.
Филолог Н. И. Зубов вслед за историком В. Я. Петрухином полагает, что при иранской интерпретации Симаргл был бы персонажем низшего уровня. На этой основе он задаёт вопрос: почему данный персонаж стоит до высшего персонажа Мокоши при перечислении идолов Владимира и мог ли он представляться летописцем в виде птицы, а не человека? При этом антропоморфность, согласно древнерусским источникам, есть у Перуна, Сварога, Дажьбога, Хорса, Велеса, Трояна. Таким образом, в общем древнерусском контексте вопрос о том, что Симаргл мог представляться автору летописного текста не в человеческом, а другом облике, предстаёт, согласно Зубову, достаточно проблематичным. Возможно, что книжники уже не имели конкретного представления о Симаргле.

### Причина и время заимствования. Функции Симаргла
Пытаясь объяснить наличие в пантеоне заимствованных божеств при иранских интерпретациях, лингвист В. Н. Топоров поддержал хазарскую версию происхождения Киева, выдвинутую востоковедом О. И. Прицаком и историком-источниковедом Н. Голбом, как изначально якобы бывшую пограничную крепость Хазарского каганата с военным гарнизоном. По мысли Топорова, городом изначально правили хазары, а его военный гарнизон состоял из воинов Хорезма. И впоследствии Хорс и Симаргл были включены в пантеон князем Владимиром как чуждые славянам божества под влиянием потомков хорезмийцев, которые к X веку были язычниками или полуязычниками, чтобы привлечь на свою сторону иранский этнический элемент города. Теория Прицака и Голба в дальнейшем подверглась критике со стороны истории, археологии и лингвистики. Васильев критикует позицию Топорова, указывая, что наличие киевских воинов-хорезмийцев является лишь гипотезой, и имеющиеся данные свидетельствуют о том, что хорезмийцы в каганате появились уже как мусульмане. Сам Васильев считает, что Симаргл, как и Хорс, были заимствованы славянами от сармато-алан, которые начиная с первых веков н. э. активно взаимодействовали с проникающим в Среднее Поднепровье славянским населением.
Симург в иранской мифологии охраняет древо, на котором находятся семена всех растений, поэтому Рыбаков определил древнерусского Симаргла как божество семян, ростков и корней растений. Рыбаков, в частности, опирался на мнение Тревер, якобы утверждавшей, что Симург — божество семян и посевов. При анализе работ Тревер Васильев не находит таких выводов у данной учёной. Симург не мог быть божеством семян, поскольку он являлся лишь одним из участников распространения плодов и семян с дерева Виспобиш.
Васильев обращает внимание на тот факт, что Симург был лишь третьестепенным персонажем иранской мифологии, и поэтому неясна причина его заимствования у иранцев. Для решения проблемы он допускает возможность наличия некой дополнительной функции, послужившей предпосылкой появления Симаргла в одном ряду с наиболее почитавшимися на юге Древней Руси богами. Опираясь на факт покровительства Симурга роду Сама в Шахнаме, учёный предполагает, что Симург развился в божество-покровителя отдельных людей и коллективов: родов и племён. Помимо этого Симаргл находится между Стрибогом и Мокошью в тексте Повести, что, возможно, указывает на его функцию посредника между небом и землёй. Ряд исследователей рассматривают Симаргла как полубожественного персонажа. По мнению Васильева, его присутствие в пантеоне «избыточно и необязательно, так как его наличие ничего не добавляло (а отсутствие ничего бы не убавляло) к олицетворённой в пантеоне сакральной модели мироздания», поэтому должны были быть вне мифологические причины его включения в киевский пантеон. По комментарию Топорова о Симурге: «Этот иранский мифопоэтический образ, весьма популярный и вместе с тем претендующий на особую интимность, строго говоря, не имел никакой опоры ни в киевском пантеоне, не знавшем териоморфных и гибридных по своей природе божеств, ни в фольклорных и демонологических образах, известных восточных славянам». Петрухин при иранской интерпретации не исключает, что Симаргл был богом, но вместе тем указывает, что он выпадает из «божественного» уровня, будучи персонажем более низкого ранга, чем другие члены киевского пантеона.
Иранская интерпретация построена на этимологии, являющаяся проблемной, поэтому тезис о происхождении Симаргла от Симурга является лишь популярной гипотезой, и принимается не всеми исследователями. Сам Васильев будет придерживаться данной гипотезы, пока не найдётся более убедительная интерпретация. Основания считать Симаргла иранским крылатым псом (Рыбаков) или орлом (Васильев) религиовед О. В. Кутарев оценил как сомнительные.
Рыбаков характеризовал Переплута и Симаргла как богов растительности, поэтому объединил их в одно божество. По мысли учёного, теоним Переплут заменил в XI—XII веках теоним Симаргл. Последующие исследователи оценили отождествление Симаргла с Переплутом как гипотезу, не имеющую достаточных оснований. Историк А. С. Петрушевич определил другого славянского мифологического персонажа — Дива, как славянскую глоссу к иранскому Симарглу. Позже, независимо от Петрушевича, идею о связи Симаргла с Дивом высказал лингвист Д. С. Ворт. Он полагал, что под влиянием христианства культ Симаргла исчезал, и функции этого «демонического воина-орла» переходили к более известному восточнославянскому существу демонического низшего уровня, то есть к Диву, перенявшего от Симаргла птичьи черты. Доказать или опровергнуть гипотезу сближения с Дивом, по комментарию Васильева, невозможно.

### Симарглы в искусстве Древней Руси
Ранее научной литературе было широко распространено мнение, что древнерусскому искусству был хорошо знаком образ собаки-птицы, трактуемый как языческий пережиток. В советских и российских сочинениях по декоративно-прикладному искусству, словарях орнамента и т. п. можно найти определение, гласящее, что «симаргл» или «сэнмурв» — это термин, которым именуются в древнерусском орнаменте изображение драконовидного существа (птицедракона). Данному мнению противоречат тот общепризнанный наукой факт, что Симаргл был забыт вскоре после Крещения Руси, что ставит под сомнение применение Симаргла в искусстве XII—XIV веков.
Прилагая выводы Тревер относительно облика Симурга к древнерусскому материалу, Рыбаков подверг анализу изображения крылатых существ в искусстве Древней Руси, в первую очередь на браслетах-наручах из княжеско-боярских кладов XII — начала XIII веков, якобы использовавшихся во время ритуальных русальных танцев, назвав этих крылатых существ Симарглами. Фигуры Симарглов на браслетах, по мнению учёного, служили оберегами, а сам крылатый пёс мыслился как благое существо, защитник от зла. В 1906 году был найден тверской клад, в котором был обнаружен обруч с изображением изогнутого, химирического существа перед девушкой. Всю композицию на браслете Рыбаков оценил как жертвоприношение Симарглу. Помимо этого он увидел Симарглов на древнерусских колтах, подвешивавшихся к кокошнику, и на бронзовых арках напрестольной сени, находившейся в алтаре церкви XII века в городе Вщиже. В итоге Рыбаков возвёл образ иранского крылатого пса к энеолиту, отслеживая его в материалах трипольской культуры (конец V — третья четверть III тыс. до н. э.).
Археолог В. А. Богусевич находил Симарглов на миниатюрах русских, болгарских и сербских рукописей XI—XV веков, на древнерусских фресках и иконах, посвящённых сюжету борьбы Святого Георгия с крылатым змеем, драконом; на костяных пластинках из раскопок на Неревском конце в Новгороде. В архитектуре Богусевич, а позже и археолог Г. Г. Мезенцева увидели Симаргла на угловом камне Борисоглебского собора в Чернигове (1120—1123 года). Ряд учёных: Е. С. Медведева, искусствовед В. Н. Лазарев, С. Г. Щербов, включая Богусевича, определили два рельфа с крылатыми существами каменного декора Георгиевского собора в Юрьеве-Польском (1230—1234) как изображения Симарглов. Васильев отвергает интерпретацию Рыбакова и все соотношения химерических существ как изображение Симаргла, указывая на искусствоведческие трудности в интерпретации данных зверей. Так, вместо того, чтобы увидеть Симарглов на рельефах Георгиевского собора, археологи Н. Н. Воронин и Е. В. Воробьева видели там драконов. Воробьёва обратила внимание, что среди групп изображений драконов есть такие, на которых драконы похожи на крылатых собак или волков, имеющих змеевидный хвост, и отметила преобладание данного типа в искусстве западноевропейских государств. Симаргла Борисоглебского собора она определила как относящегося именно к драконам. Идентификация археолога Т. И. Макаровой Симургов на серебряных с чернью колтах вместе с грифонами, драконами и кентаврами, не может быть принята: данные четырёхлапые звери не имеют крыльев. Не может быть принята и интерпретация востоковеда Л. А. Леликова о наличии Симарглов на серебряных наручах из тереховского клада из-за их рогатости. Интерпретация крылатых существ на миниатюрах книг южных славян как Симаргла невозможна в силу того, что в науке отсутствует мнение о наличии данного божества у этой части славянства. Возможное предположение о заимствовании Симаргла от восточных славян противоречит направлению культурного взаимодействия и влияния в то время: распространение письменности, книжности, книжных миниатюр и орнамента являлось прямо противоположным, условно с юга на север. Васильев называет «несуразностью» присутствие языческого божества в миниатюрах церковных книг. Наличие в миниатюрах драконов, грифонов, кентавров, кошачьих и птиц является частью книжного узора, христиански переосмысленное в независимости от их генезиса. Так, лев и грифон являлись символами Христа.
По вопросу нахождения Симарглов в древнерусском искусстве категорически высказался искусствовед Г. К. Вагнер: «…Следует отказаться от настойчиво проводимого, но в корне ошибочного сравнения изучаемых образов с Сэнмурвом и Симарглом. Сэнмурв никогда не изображался со змеиным хвостом, с вытянутой вперед головой и прижатыми ушами. Характернейшим признаком собако-птицы Сэнмурва является птичий хвост. О внешнем виде Симаргла нет никаких данных». Рассмотрев на момент 1999 года все основные в научной литературе примеры изобразительного материала, Васильев приходит к выводу, что «все эти примеры либо отношения к проблеме не имеют, либо более органично и убедительно объясняются иным путем, без гипотезы о „собаке-птице боге Семаргле“, чьи изображения якобы имели широчайшее распространение на Руси». Единственная иллюстрация Симурга как крылатой собаки на Руси — это изображающая его византийская тарелка X века из Гнёздова, но никакого религиозного контекста данное изображение не несло, поскольку с VIII века н. э. Симург использовался арабами и греками только в декоративных целях. Таким образом, Русь оказалась невосприимчивой к образу собаки-птицы Симургу, а на предоставленных учёными изображениях появляются романские драконы.

## Неоязычество
В славянском неоязычестве Симаргла также называют Сварожичем или Огнебогом и почитают как бога огня, жара и кузнечного дела, покровителя жертвоприношений и посредника между миром богов и людей. Неоязычники считают, что он муж богини Лели. Огнебог появляется в «Велесовой книге», признанной научным сообществом подделкой за авторством Ю. П. Миролюбова. Сам Миролюбов позаимствовал Огнебога из другой подделки — «Вед Словена», якобы сборника болгарских легенд, опубликованных фольклористом С. Верковичем.

### На русском языке
Источники
- Гальковский Н. М. Борьба христианства с остатками язычества в древней Руси. — М.: Печатня А. И. Снегиревой, 1913. — Т. II. — 308 с.
- Памятники общественной мысли Древней Руси: В 3-х т. / сост. автор вступ.  ст. и коммент. И. Н. Данилевский. — М.: Российская политическая энциклопедия (РОССПЭН), 2010. — Т. 1: Домонгольский период. — 686 с. — (Библиотека отечественной общественной мысли с древнейших времён до начала XX века). — ISBN 978-5-8243-1234-8.
- Повесть временных лет / Пер. с древнерусского Д. С. Лихачёва, О. В. Творогова. Коммент. А. Г. Боброва, С. Л. Николаева, А. Ю. Чернова при участии А. М. Введенского и Л. В. Войтовича. Ил. М. М. Мечева. — СПб.: Вита Нова, 2012. — С. 512. — (Фамильная библиотека: Героический зал). — ISBN 978-5-93898-386-1.

Книги
- Аничков Е. В. Язычество и древняя Русь. — СПб.: Типография М. М. Стасюлевича, 1914. — 386 с.
- Бесков А. А. Язычество восточных славян. От древности к современности.. — Нижний Новгород: ФГБОУ ВО «НГПУ», 2015. — 123 с.
- Васильев М. А. Язычество восточных славян накануне крещения Руси: Религиозно-мифологическое взаимодействие с иранским миром. Языческая реформа князя Владимира. — М.: Индрик, 1999. — 328 с. — ISBN 5-85759-087-6.
- Введенский А. М. Сюжеты о христианизации Руси в Повести временных лет и в составе Пролога. Диссертация на соискание ученой степени кандидата филологических наук / Науч. рук. Стефанович П. С. — М.: Национальный исследовательский университет «Высшая школа экономики», 2023. — 194 с.
- Гальковский Н. М. Борьба христианства с остатками язычества в древней Руси. — Харьков: Епархиальная типография, 1916. — Т. I. — 376 с.
- Гейштор, Александр. Мифология славян = Mitologia Słowian / Перевод с польского А. М. Шпирта. — М.: Весь Мир, 2014. — 384 с. — ISBN 978-5-7777-0581-5.
- Данилевский И. Н. Повесть временных лет: герменевтические основы изучения летописных текстов. — М.: Аспект—Пресс, 2004. — 383 с. — ISBN 9785756703450.
- Клейн Л. С. Воскрешение Перуна. К реконструкции славянского язычества. — СПб.: Евразия, 2004. — 480 с. — (Magicum). — ISBN 5-8071-0153-7.
- Ловмянский, Генрик. Религия славян и её упадок (VI—XII вв.) = Religia slowian i jej upadek (w. VI—XII) / перевод с польского M. В. Ковальковой. — СПб.: Академический проект, 2003. — 512 с. — ISBN 5-7331-0045-1.
- Мансикка В. Й. Труды по религии восточных славян. — М.: Форум, 2016. — 688 с. — ISBN 978-5-00091-182-2.
- Михайлов Н. А. История славянской мифологии в XX веке. — М.: Институт славяноведения РАН, 2017. — 344 с. — ISBN 978-5-7576-0380-3.
- Петрухин В. Я. Древняя Русь. Народ. Князья. Религия. // Из истории русской культуры. — М.: Языки русской культуры, 2000. — Т. I. Древняя Русь. — С. 13—402. — (Язык. Семиотика. Культура). — ISBN 5-7859-0093-9.
- Петрухин В. Я. Русь в IX–X веках. От призвания варягов до выбора веры. — 2-е изд., испр. и доп. / В. Я. Петрухин. — М.: Форум; Неолит, 2014. — 464 с. — ISBN 978-5-91134-691-1.
- Русанова И. П., Тимощук Б. А. Языческие святилища древних славян / под ред. д-ра ист. наук С. А. Плетнёвой. — 2-е изд., испр. — М.: Ладога-100, 2007. — 304 с. — ISBN 978-5-94494-051-3.
- Ююкин М. А. Исследование по славянской мифологии, этимологии и ономастике: сборник очерков. — М.: ФЛИНТА, 2023. — 155 с. — ISBN 978-5-9765-5230-2.

Статьи
- Бесков А. А. От мифов древности к мифам историографии: проблема древнерусского бога Хорса как симптом болезни науки о мифах // Вестник Томского государственного университета. История : журнал. — 2020. — № 66. — С. 118—129. — ISSN 1998-8613. — doi:10.17223/19988613/66/15.
- Васильев М. А. Древнерусский теоним Семарьглъ: историко-лингвистические этюды, I—II // Славянский альманах : журнал  / отв. ред. К. В. Никифоров. — М.: Индрик, 2017. — Вып. 1—2. — С. 187—206. — ISSN 2073-5731.
- Витчак К. Т.[пол.]. Из исследований праславянской религии. 1. Новгородское Ръглъ и ведийское Rudra // Этимология (1991—1993) : сборник  / отв. ред О. Н. Трубачёв. — М., 1994. — С. 23—31. — ISBN 5-02-011173-2.
- Денисович К. Н. История одной богини: реконструкции и использование славянского мифологического пантеона в России в XVIII веке // Образный мир традиционный культуры : сборник  / отв. ред. А. С. Каргин. — М.: Государственный республиканский центр русского фольклора, 2010. — С. 256—275. — ISSN 5-86132-078-0.
- Забияко А. П. Религия славян // История религии в 2 томах / отв. ред. И. Н. Яблоков. — 4-е изд., пер. и доп. — Юрайт, 2022. — Т. 1. Книга 2. Религии Древнего мира. Народностно-национальные религии: учебник для вузов. — С. 236—286. — ISBN 978-5-534-03389-2.
- Лукин П. В. Сказание о варягах-мучениках в начальном летописании и Прологе: текстологический аспект // Древняя Русь : журнал. — 2009. — № 3. — С. 73—96. — ISSN 2071-9574.
- Лукин П. В. Языческая «реформа» Владимира Святославича в начальном летописании: устная традиция или литературные реминисценции? // Древнейшие государства Восточной Европы: Устная традиция в письменном тексте : сборник  / Отв. ред. Г. В. Глазырина. — М.: Русский Фонд Содействия Образованию и Науке, 2011. — С. 326—352. — ISBN 978-5-91244-107-3.
- Петров А. Е. «Александрия Сербская» и «Сказание о Мамаевом побоище» // Древняя Русь. Вопросы медиевистики : журнал. — М.: Институт славяноведения РАН, 2005. — № 2 (20). — С. 54—64. — ISSN 2071-9574.
- Сим // Этимологический словарь русского языка = Russisches etymologisches Wörterbuch : в 4 т. / авт.-сост. М. Фасмер ; пер. с нем. и доп. чл.‑кор. АН СССР О. Н. Трубачёва. — Изд. 2-е, стер. — М. : Прогресс, 1987. — Т. III : Муза — Сят. — С. 622.
- Топоров В. Н. Об иранском элементе в русской духовной культуре // Славянский и балканский фольклор / Реконструкция древней славянской духовной культуры: источники и методы  / отв. ред. Н. И. Толстой. — М.: Наука, 1989. — С. 23—60. — ISBN 5-02-911351-4.

Литература по неоязычеству и современной культуре
- Mačuda, Jiří. Ideologie rodnověří v názorech a praxi jeho čelních představitelů (se zaměřením na genezi a proměny obřadu). Disertační práce (чешск.) / Vedoucí práce: doc. PhDr. Martina Pavlicová, CSc. — Masarykova univerzita, 2012. — 301 S.
- Алексеев А. А. От составителя // Что думают учёные о «Велесовой книге» : сб. ст  / Рос. акад. наук, Институт рус. лит. (Пушк. Дом); Составитель А. А. Алексеев. — СПб.: Наука, 2004. — С. 3—5. — ISBN 5-02-027121-7.

### На других языках
Книги
- Álvarez-Pedrosa, Juan A. Sources of Slavic Pre-Christian Religion (англ.). — Leiden, Boston: Brill, 2020. — 548 p. — (Texts and Sources in the History of Religions. Vol. 169). — ISBN 978-90-04-44138-5.
- Brückner, Aleksander. Mitologia słowiańska i polska (пол.). — Warszawa: Państwowe Wydawnictwo Naukowe, 1985. — 383 S. — ISBN 83-01-06245-2.
- Łuczyński, Michał. Bogowie dawnych Słowian. Studium onomastyczne (пол.). — Kielce: Kieleckie Towarzystwo Naukowe, 2020. — 345 S. — ISBN 978-83-60777-83-1.
- Mayrhofer, Manfred. Etymologisches Wörterbuch des Altindoarischen (нем.). — Heidelberg: Universitätsverlag C. Winter, 1996. — Bd. II. — 839 S. — ISBN 3-8253-4550-5.
- Urbańczyk, Stanisław. Dawni Słowianie Wiara i kult (пол.). — Wrocław: Ossolineum, 1991. — 224 S. — ISBN 83-04-03825-0.
- Znayenko, Myroslava T. The Gods of the Ancient Slavs: Tatishchev and the Beginnings of Slavic Mythology (англ.). — Slavica, 2016. — 221 p. — ISBN 0-89357-074-5.
- Зубов М. I. Слов’янські повчання проти язичництва в лінгвотекстологічному висвітленні: Дисертація на здобуття наукового ступеня доктора філологічних наук (укр.) / Науковий консультант Карпенко Ю. О. — Одеса: Одеський національний університет імені І. І. Мечникова, 2005. — 482 с.

Статьи
- Blažek, Václav. The Slavic deity *Stribogъ in the perspective of Indo-Iranian etymology (англ.) // Theory and Empiricism in Slavonic Diachronic Linguistics : сборник  / eds. I. Janyšková, H. Karlíková. — Praha: Nakladatelství Lidové noviny[чеш.], 2012. — P. 335—346. — ISBN 978-80-7422-185-9.
- Kutarev, Oleg V. Introduction to the Slavic pagan pantheon. The names of deities that the ancient Slavs actually revered (англ.) // New researches on the religion and mythology of the Pagan Slavs : сборник  / eds. P. Lajoye[англ.], S. Zochios. — Paris: Lingva, 2023. — Vol. 2. — P. 5—46. — ISBN 979-1094441633.
- Pukanec, Martin. Etymologický nákres slovanského sveta bohov a démonov: (náboženstva a morálky Slovanov) (словац.). — Nitra: Vydavate Univerzita Konštantína Filozofa v Nitre, 2013. — 148 S. — ISBN 978-80-558-0280-0.
- Spektors, Andrejs et al. varglis (латыш.). Tēzaurs.lv. LU MII Mākslīgā intelekta laboratorija (2024, Rudens versija).
- Witczak K. T.[пол.], Kaczor I. J.[пол.]. Linguistic evidence for the Indo-European pantheon (англ.) // Collectanea Philologica[пол.] : журнал. — Łódź: Wydawnictwo Uniwersytetu Łódzkiego[пол.], 1995. — Iss. 2. — P. 265—278. — ISSN 1733-0319.